# Xã Weare, Michigan
Xã Weare (tiếng Anh: Weare Township) là một xã thuộc quận Oceana, tiểu bang Michigan, Hoa Kỳ. Năm 2010, dân số của xã này là 1.210 người.